# Beringen (Limburgia)
Beringen (lim. Berringe) – miasto w Belgii, w Regionie Flamandzkim, w prowincji Limburgia, w okręgu Hasselt. 1 stycznia 2024 liczyło 48 353 mieszkańców na powierzchni 78,56 km².

## Demografia
- World Gazetteer

## Podział administracyjny
W skład gminy wchodzą trzy dzielnice (deelgemeente):
- Beverlo (Beverloo)
- Koersel
- Paal